# Massonia wittebergensis
Massonia wittebergensis är en sparrisväxtart som beskrevs av U.Müll.-doblies och D.Müll.-doblies. Massonia wittebergensis ingår i släktet Massonia och familjen sparrisväxter. Inga underarter finns listade i Catalogue of Life.